# Jaime Ferreira de Brito
Jaime Ferreira de Brito foi um político brasileiro do estado de Minas Gerais. Atuou como deputado estadual em Minas Gerais durante a 4ª legislatura (1959-1963) na suplência.